# Flavanonol

Flavanonol, numbering

El flavanonols (con dos "o"s aka 3-hydroxyflavanone o 2,3-dihydroflavonol) son una clase de flavonoide que usa la 3-hydroxy-2,3-dihydro-2-phenylchromen-4-one (IUPAC name) backbone.
Algunos ejemplos incluyen:
- Taxifolina (o Dihydroquercetin)
- Aromadedrina (o Dihydrokaempferol)

## Metabolismo
- Flavanona 3-dioxygenasa
- Flavonol sintasa
- Dihidroflavonol 4-reductasa

## Glucósidos
Glycosides (chrysandroside A y chrysandroside B) se pueden encongtrar en las raíces de Gordonia chrysandra. Xeractinol, a dihydroflavonol C-glucoside, puede ser aislada de las hojas de Paepalanthus argenteus var. argenteus.
Dihydro-flavonol glycosides (astilbin, neoastilbin, isoastilbin, neoisoastilbin, (2R, 3R)-taxifolin-3'-O-beta-D-pyranoglucoside) han sido identificadas en los rizomas de Smilax glabra.